# جنرال الکتریک تی۳۱
جنرال الکتریک تی۳۱ (به انگلیسی: General Electric T31) یک موتور هواگرد ساختِ کارخانهٔ جی‌ئی اوییشن در کشور ایالات متحده آمریکا است.